# Brian Moorman
Brian Donald Moorman (Wichita, 5 febbraio 1976) è un giocatore di football americano statunitense che gioca nel ruolo di punter per i Buffalo Bills della National Football League (NFL). Al college giocò a football alla Pittsburgh State University.

## Carriera professionistica
Dopo non essere stato scelto nel Draft NFL 1999, Moorman firmò con i Seattle Seahawks, con cui passò due stagioni senza mai scendere in campo. Nell'estate del 2001 firmò con i Buffalo Bills con cui rimase per oltre un decennio, venendo convocato per il Pro Bowl nel 2005 e 2006. Il 25 settembre 2012 fu svincolato dai Bills, accasandosi il giorno successivo ai Dallas Cowboys. Passò la pre-stagione 2013 con i Pittsburgh Steelers ma il 6 ottobre 2013 firmò per tornare ai Bills dopo che questi avevano svincolato Shawn Powell.

## Palmarès
- Convocazioni al Pro Bowl: 2

2005, 2006
- First-team All-Pro: 2

2005, 2006
- Formazione ideale del 50º anniversario dei Buffalo Bills
- Formazione ideale della NFL degli anni 2000

## Statistiche
| Partite | 202    |
| Punt    | 979    |
| Yard    | 42.867 |
| Media   | 43,8   |

Statistiche aggiornate alla stagione 2013